# Netværkslaget
 Der er for få eller ingen kildehenvisninger i denne artikel, hvilket er et problem. Du kan hjælpe ved at angive troværdige kilder til de påstande, som fremføres i artiklen.

Netværkslaget er et af de syv lag i OSI-modellen for kommunikation- og netværksprotokoldesign.
I dette lag bestemmes dataveje i systemer med flere fysiske netværk, samt der bestemmes logiske adresser. De vigtigste funktioner i dette lag er at tage sig af adressering, montering og demontering af datapakker, fejlhåndtering og overbelastningsstyring.
| Programmering | Spire Denne artikel om datalogi eller et datalogi-relateret emne er en spire som bør udbygges. Du er velkommen til at hjælpe Wikipedia ved at udvide den. |